# نیروی فراطبیعی انسان
نیروی فرا طبیعی انسان یا قدرت فراطبیعی به بیان دیگر قدرت بیش از حد معمول نهفته در بدن انسان اشاره می‌کند و این ورای نیرویی است که به عنوان نیروی نرمال در بدن انسان وجود دارد.
طبق بعضی شواهد این قدرت هنگامی به وجود می‌آید که انسان در وضعیتی بغرنج قرار می‌گیرد و طی واکنشی لحظه‌ای که مغز در انجام آن دخالتی ندارد به عبارت دیگر بدون تفکر به این که آیا انجام این کار برای انسان ممکن است، دست به انجام کاری می‌زند که در حالت عادی خارج از عهده یک انسان معمولی است.

## مثال‌هایی در این باره
برای نمونه به مثال‌های زیر توجه کنید:
مادری را در نظر بگیرید که برای نجات جان فرزند خود اتومبیلی را بلند می‌کند و به بیانی دیگر هنگامی که انسان‌ها بین مرگ و زندگی باشند قدرت فراطبیعی به آنها نیرویی می‌دهد تا با واکنشی باورنکردنی جان خود یا دیگران را نجات بدهند.
- در سال ۲۰۰۶ در کانادا لیدیا آنجیو با یک خرس قطبی جنگید و توانست جان فرزند هفت ساله خود و دو بچه دیگر را نجات بدهد.
- در سال ۲۰۰۶ در آریزونا تام بویل شاهد تصادف یک جوان ۱۸ ساله بود که ماشین او را زیر می‌گیرد بویل به سمت ماشین رفته و آنرا بالا نگه می‌دارد تا راننده جوان را از زیر ماشین بیرون می‌آورد.